# Naelah Alshorbaji
Naelah Alshorbaji (sinh ngày 27 tháng 1 năm 1998) là một Hoa hậu và người mẫu người Philippines.

## Tiểu sử
Alshorbaji sinh ra ở Syria trong một gia đình thuần nông. Cô chuyển đến sinh sống và học tập ở Philippines từ năm 11 tuổi do nội chiến Syria.

## Cuộc thi sắc đẹp

### Hoa hậu Trái Đất Philippines 2021
Năm 2021, Alshorbaji cô tham gia Hoa hậu Trái Đất Philippines 2021 dưới hình thức trực tuyến do ảnh hưởng của đại dịch COVID-19. Cuối buổi đêm chung kết, cô đã xuất sắc đoạt vương miện, trở thành người kế nhiệm Roxanne Allison Baeyens.

### Hoa hậu Trái Đất 2021
Alshorbaji đại diện Philippines thi đấu tại Hoa hậu Trái Đất 2021 và dừng chân ở Top 8 chung cuộc.